# Indiana Pacers 1996-1997
La stagione 1996-97 degli Indiana Pacers fu la 21ª nella NBA per la franchigia.
Gli Indiana Pacers arrivarono sesti nella Central Division della Eastern Conference con un record di 39-43, non qualificandosi per i play-off.

## Roster
| N° | Naz.                   | Ruolo | Sportivo         | Anno | Alt. | Peso |
| -- | ---------------------- | ----- | ---------------- | ---- | ---- | ---- |
|    | Stati Uniti (bandiera) | A     | Darvin Ham       | 1973 | 201  | 100  |
| 2  | Stati Uniti (bandiera) | GA    | Vincent Askew    | 1966 | 198  | 95   |
| 3  | Stati Uniti (bandiera) | G     | Haywoode Workman | 1966 | 188  | 82   |
| 4  | Stati Uniti (bandiera) | G     | Travis Best      | 1972 | 180  | 83   |
| 5  | Stati Uniti (bandiera) | GA    | Jalen Rose       | 1973 | 203  | 95   |
| 7  | Stati Uniti (bandiera) | GA    | Reggie Williams  | 1964 | 201  | 86   |
| 8  | Stati Uniti (bandiera) | GA    | Eddie Johnson    | 1959 | 201  | 98   |
| 9  | Stati Uniti (bandiera) | AC    | Derrick McKey    | 1966 | 206  | 93   |
| 13 | Stati Uniti (bandiera) | G     | Mark Jackson     | 1965 | 185  | 82   |
| 20 | Stati Uniti (bandiera) | G     | Fred Hoiberg     | 1972 | 193  | 92   |
| 25 | Stati Uniti (bandiera) | C     | Erick Dampier    | 1975 | 211  | 120  |
| 27 | Stati Uniti (bandiera) | GA    | Duane Ferrell    | 1965 | 201  | 95   |
| 31 | Stati Uniti (bandiera) | GA    | Reggie Miller    | 1965 | 201  | 84   |
| 32 | Stati Uniti (bandiera) | A     | Dale Davis       | 1969 | 211  | 104  |
| 33 | Stati Uniti (bandiera) | AC    | Antonio Davis    | 1968 | 206  | 98   |
| 41 | Stati Uniti (bandiera) | AC    | LaSalle Thompson | 1961 | 208  | 111  |
| 45 | Paesi Bassi (bandiera) | C     | Rik Smits        | 1966 | 224  | 113  |
| 53 | Stati Uniti (bandiera) | G     | Jerome Allen     | 1973 | 193  | 83   |
| 55 | Stati Uniti (bandiera) | AC    | Brent Scott      | 1971 | 208  | 113  |

## Staff tecnico
- Allenatore: Larry Brown
- Vice-allenatori: Gar Heard, Bill Blair, Billy King, Herb Brown
- Preparatore atletico: David Craig